# Pseudoeurycea longicauda
Pseudoeurycea longicauda är en groddjursart som beskrevs av Lynch, Wake och Yang 1983. Pseudoeurycea longicauda ingår i släktet Pseudoeurycea och familjen lunglösa salamandrar. IUCN kategoriserar arten globalt som starkt hotad. Inga underarter finns listade i Catalogue of Life.